# Карибу (округ)
Ка́рибу (англ. Caribou) — округ в штате Айдахо. Административным центром является город Сода-Спрингс.

## История
Округ Карибу был создан 11 февраля 1917 года отделением от округа Баннок, он является самым молодым округом штата. Название округ получил по горному хребту Карибу, названному в свою очередь в честь старателя Карибу Фэйрчайлда, обнаружившего месторождения золота в этом регионе в 1862 году.

## Население
По состоянию на июль 2008 года население округа составляло 6 826 человек. С 2003 года население уменьшилось на 5,12 %.

## География
Округ Карибу располагается в юго-восточной части штата Айдахо. Площадь округа составляет 4 658 км², из которых 84 км² (1,81 %) занято водой. По округу протекает река Карибу.
|        | Адамс              | Бонневилл               |  |  |
| Баннок | север              | Линкольн (шт. Вайоминг) |  |  |
| Баннок | Карибу             | Линкольн (шт. Вайоминг) |  |  |
| Баннок | юг                 | Линкольн (шт. Вайоминг) |  |  |
|        | Бэр-Лейк, Франклин |                         |  |  |

### Дороги
- — US 30
- — SH-34

### Города округа
- Банкрофт
- Грейс
- Сода-Спрингс

### Достопримечательности и охраняемые природные зоны
- Кэш (частично)
- Карибу (частично)
- Грейс-Лейк (частично)